# 軟化
軟化（なんか、英: malacia）とは病的に組織が柔らかくなることを意味する医学用語であり、他の用語と組み合わせて用いられる（主に末尾に位置し、疾病を示す場合が軟化症が用いられる）。中枢神経系は脂肪含量が多いために液化壊死を起こしやすく、その状態を指して単に軟化と呼ぶ場合もある。
- 骨軟化症 (くる病)
- 膝蓋軟骨軟化症 - 変性軟骨疾患